# Ruộng bậc thang

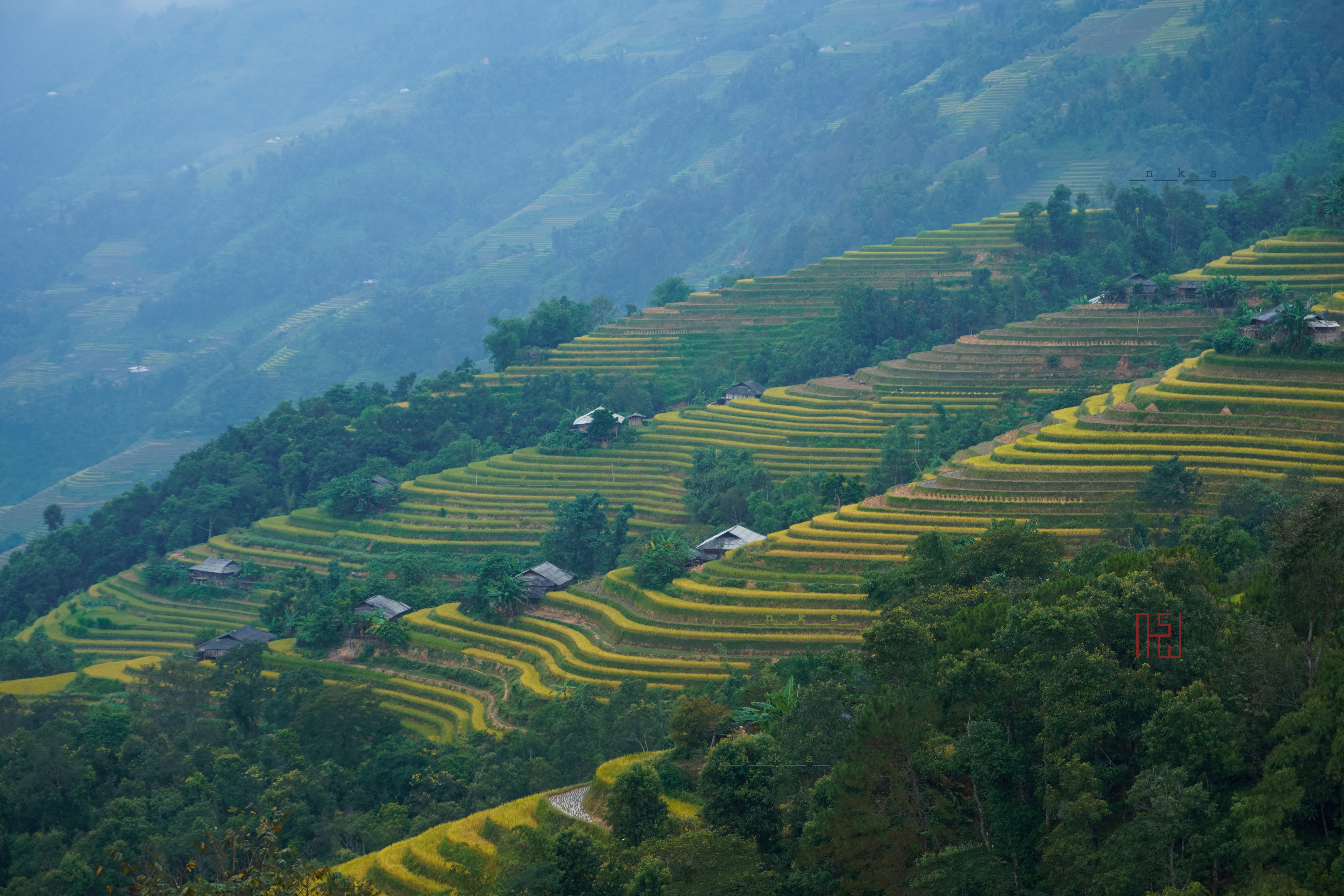
Ruộng bậc thang của người La Chí tại xã Bản Phùng, huyện Hoàng Su Phì, tỉnh Hà Giang, Việt Nam

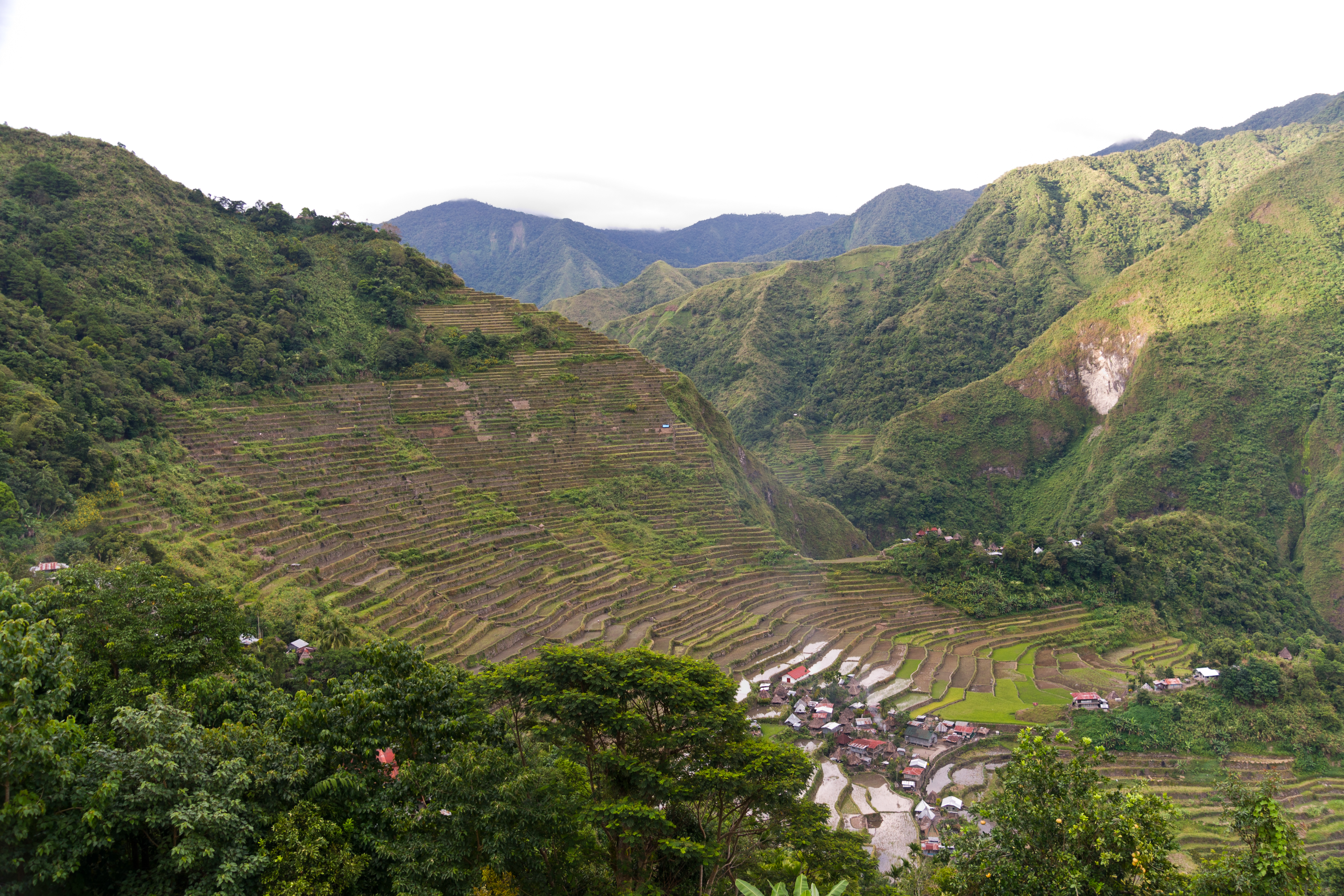
Ruộng bậc thang Batad thuộc vùng Cordillera - một trong những Di sản thế giới của Philippines

Ruộng bậc thang là một hình thức canh tác của nhiều vùng đất dốc trên thế giới.

## Đặc điểm
Do ở các vùng cao, miền núi hiếm đất bằng để canh tác, nhất là trồng lúa nước, người ta khắc phục bằng cách chọn các sườn đồi, núi có đất màu bậc tam cấp để tạo thành những vạt đất bằng. Sau đó tùy vào ý định canh tác mà có thể để khô hoặc dẫn nước từ những đỉnh núi cao hơn về.
Canh tác ruộng bậc thang là loại hình canh tác độc đáo ở vùng Đông Nam Á, ruộng bậc thang là kiểu canh tác lúa nước trên địa hình đồi núi với một hệ thống thủy lợi khá tinh vi nhằm cung cấp nước cho sự sinh trưởng của cây lúa. Có thể nói loại hình canh tác ruộng bậc thang tồn tại một cách độc đáo ở các nước Đông Nam Á với các tộc người cụ thể. Ở Việt Nam có tộc người Hmông, Dao, Hà Nhì, La Hủ ở các tỉnh Lào Cai, Yên Bái, Lai Châu.

## Ở Việt Nam
Từ xưa đến nay, hình ảnh các khu ruộng bậc thang vẫn luôn là một hình ảnh đẹp ở các vùng cao khiến du khách và các nhà nhiếp ảnh say mê và tốn nhiều phim ảnh.
Ở Việt Nam hình thức canh tác này cũng rất phổ biến ở các vùng cao như Tây Nguyên, Tây Bắc hoặc các vùng Trung du ở Bắc bộ... Trong đó có các di sản ruộng bậc thang ở Sa Pa, Mù Cang Chải và Hoàng Su Phì là danh thắng cấp quốc gia và là các địa điểm du lịch nổi tiếng.

## Ảnh

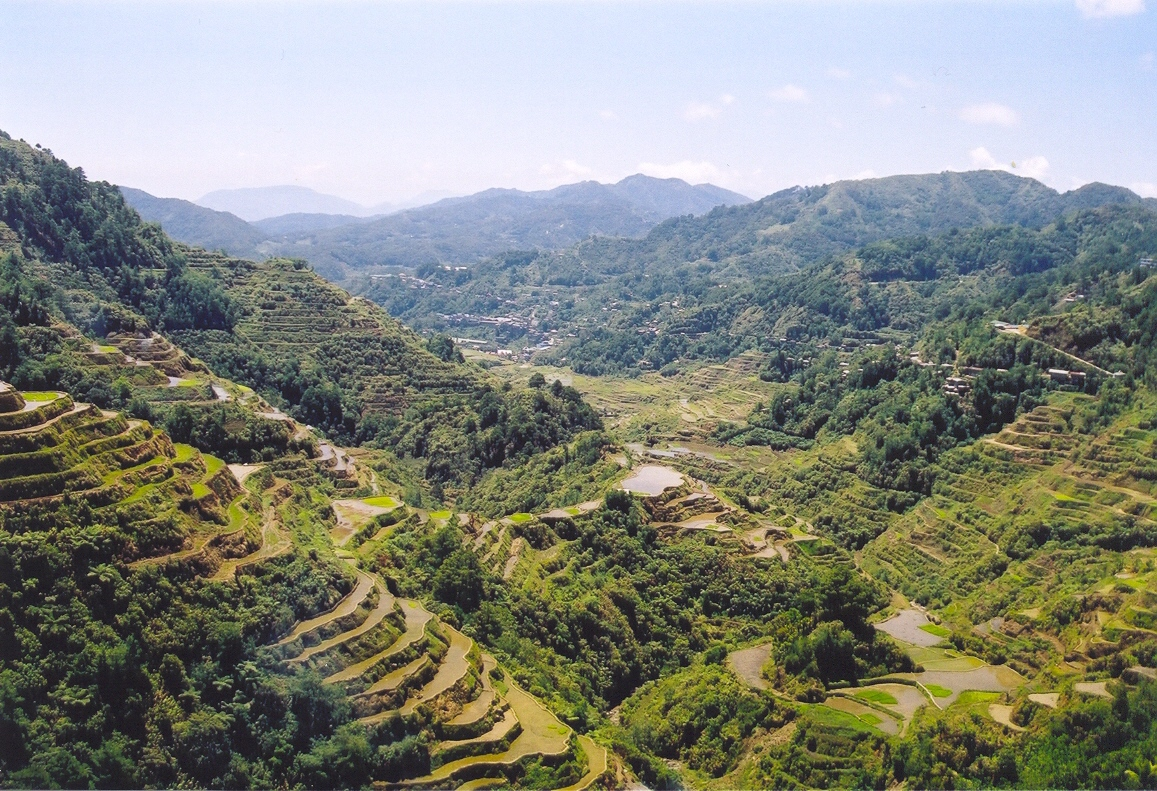
Ruộng bậc thang ở Banaue, di sản thế giới của Philippines
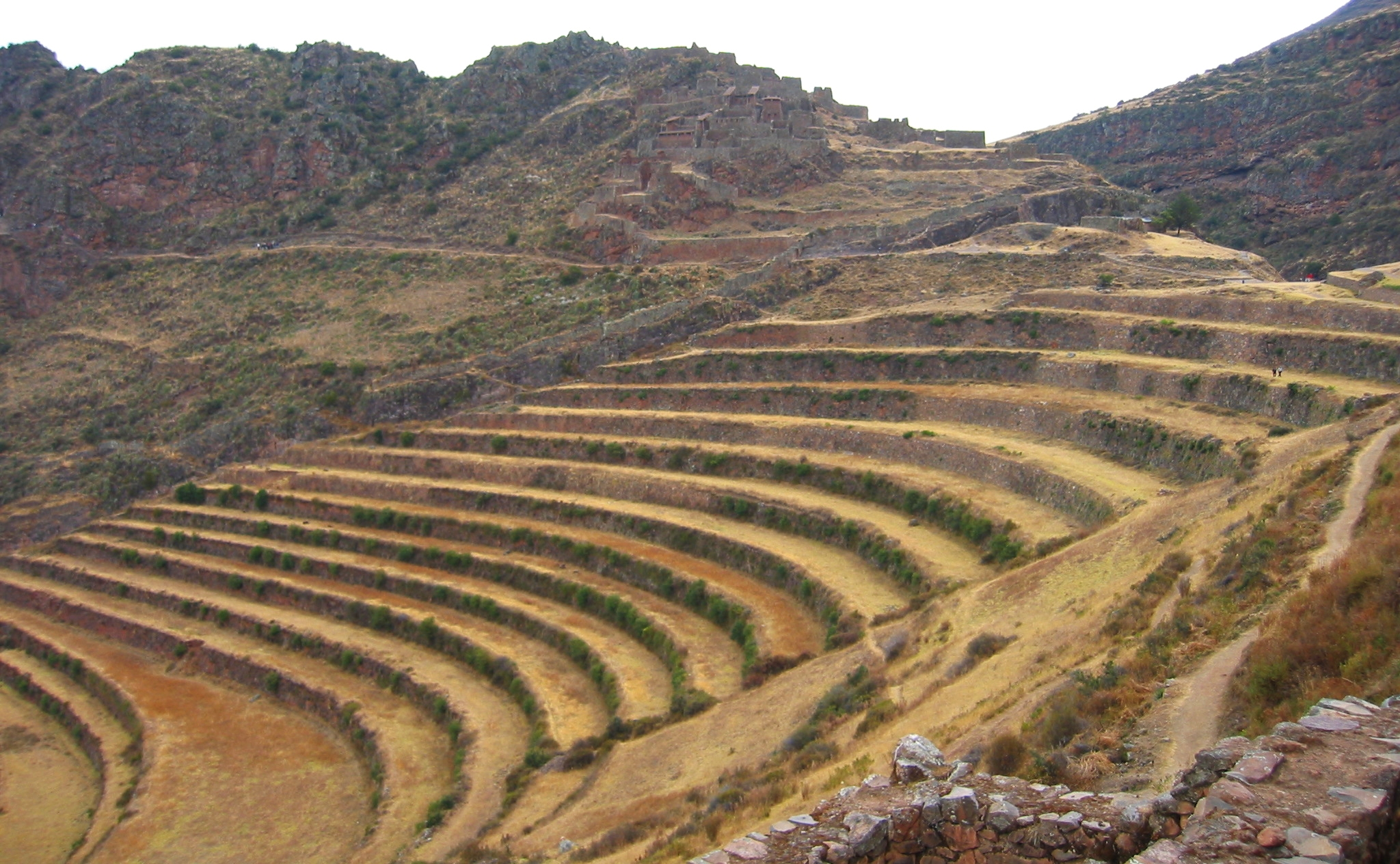
Ruộng bậc thang của người Inca ở Pisac, Peru
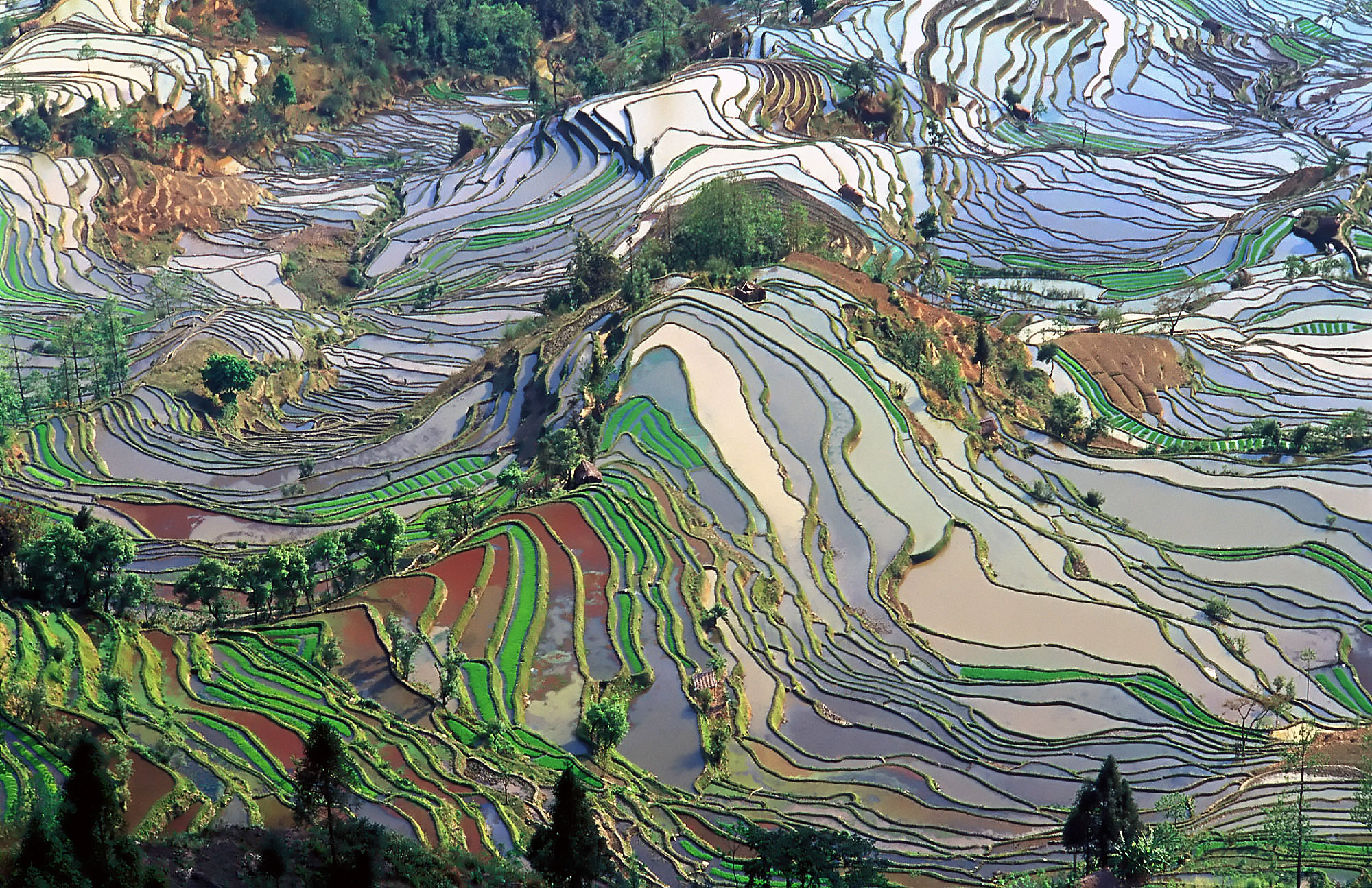
Ruộng bậc thang của người Hà Nhì tại Hồng Hà, Vân Nam, Trung Quốc, Di sản thế giới của UNESCO.
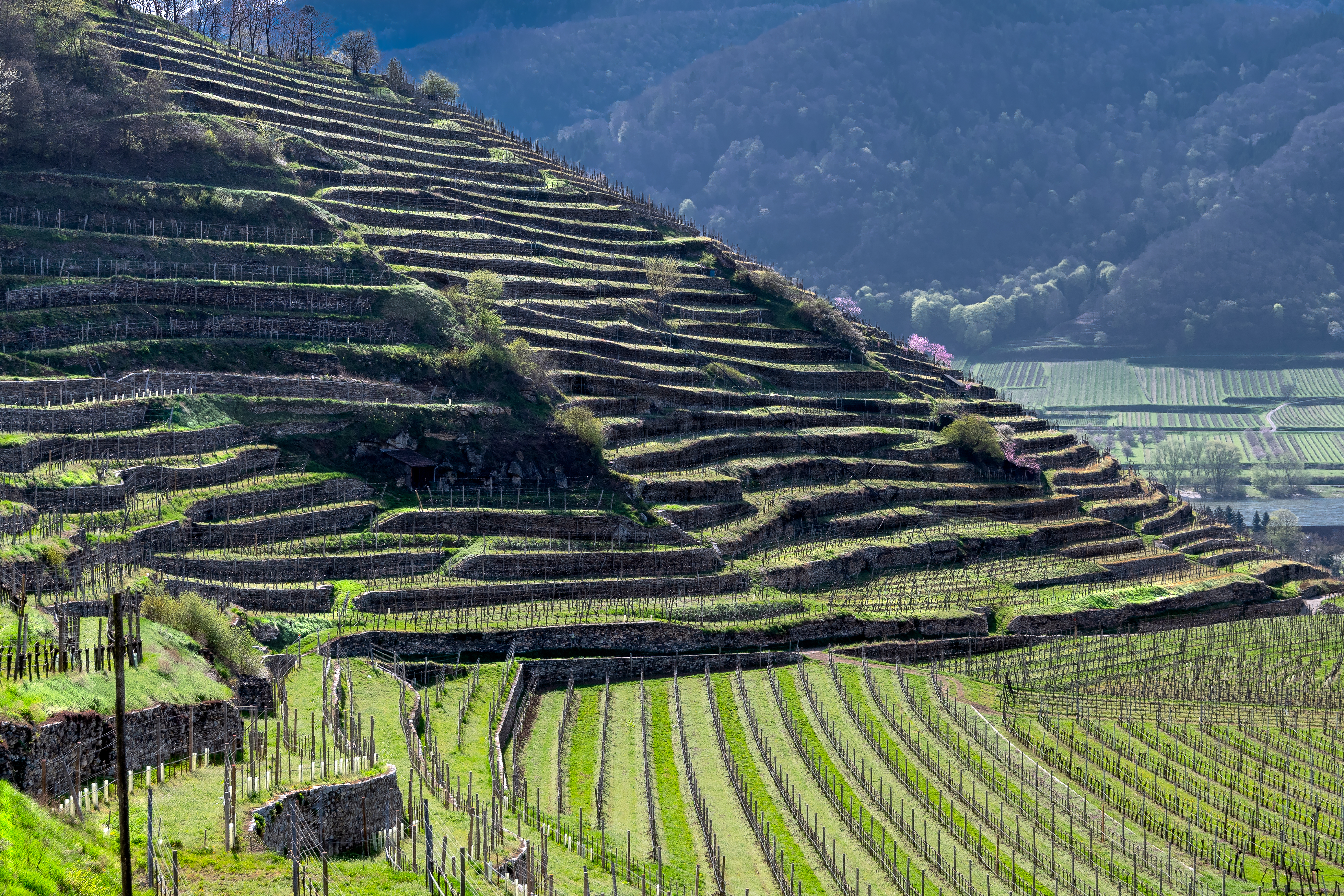
Đồi nho tại Wachau, Áo
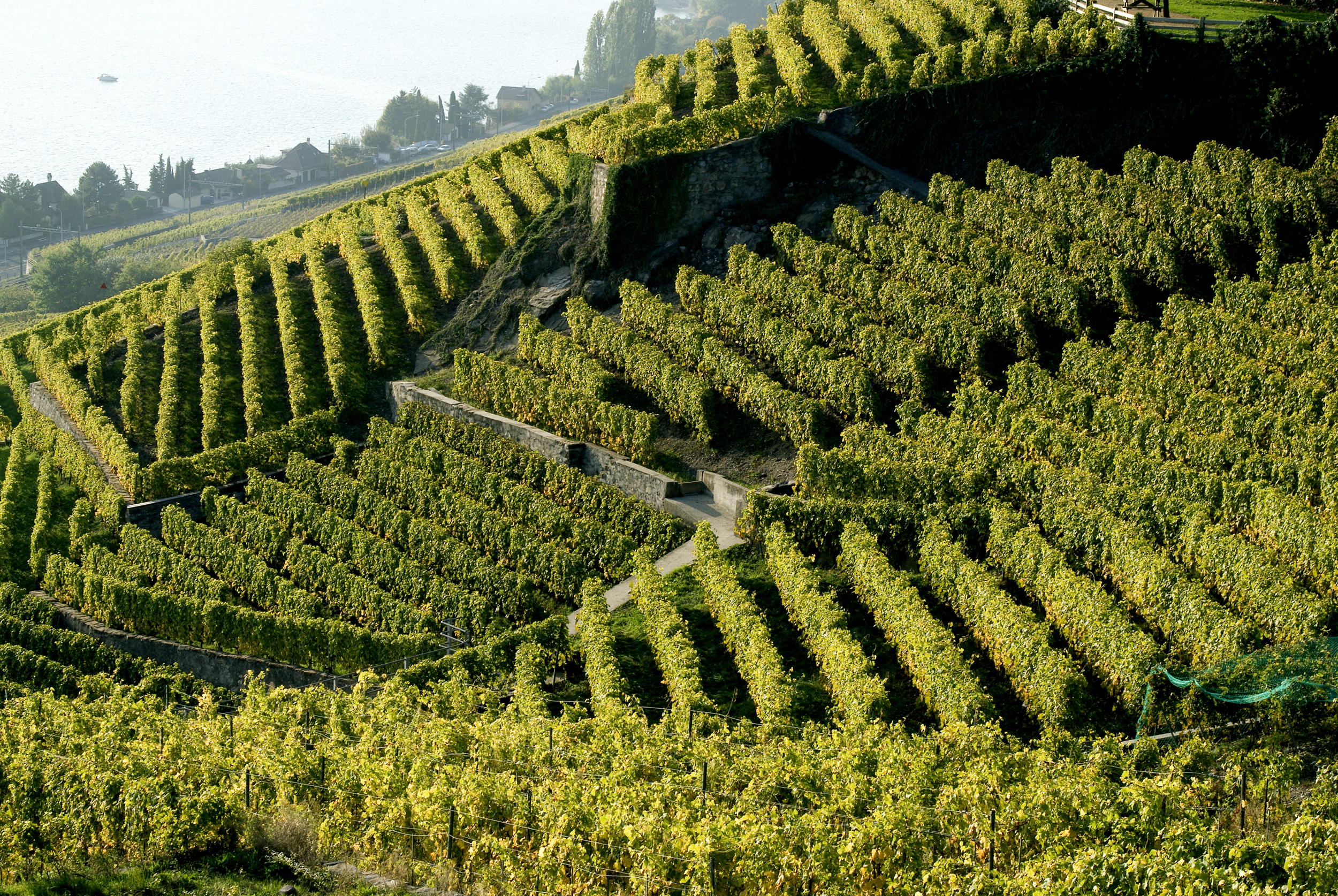
Vườn nho bậc thang ở Lavaux, Thụy Sĩ
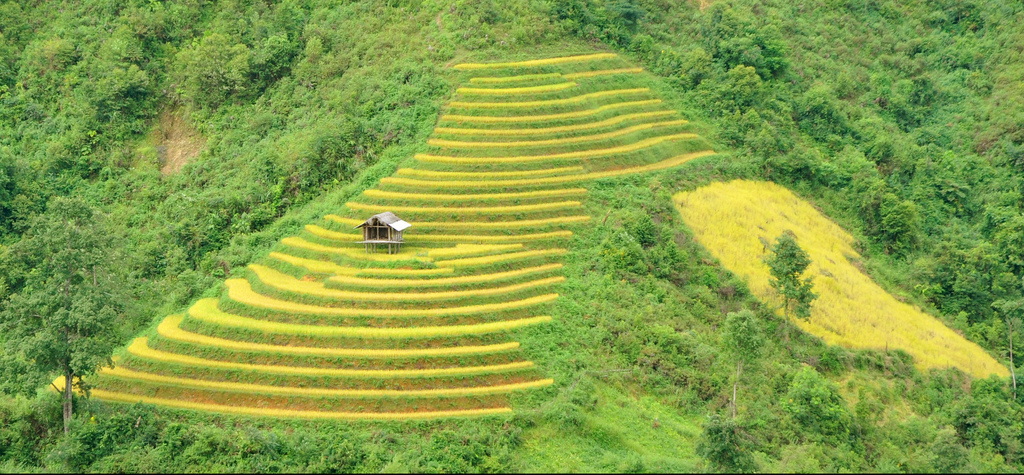
Ruộng bậc thang Mù Cang Chải, La Pán Tẩn, Yên Bái
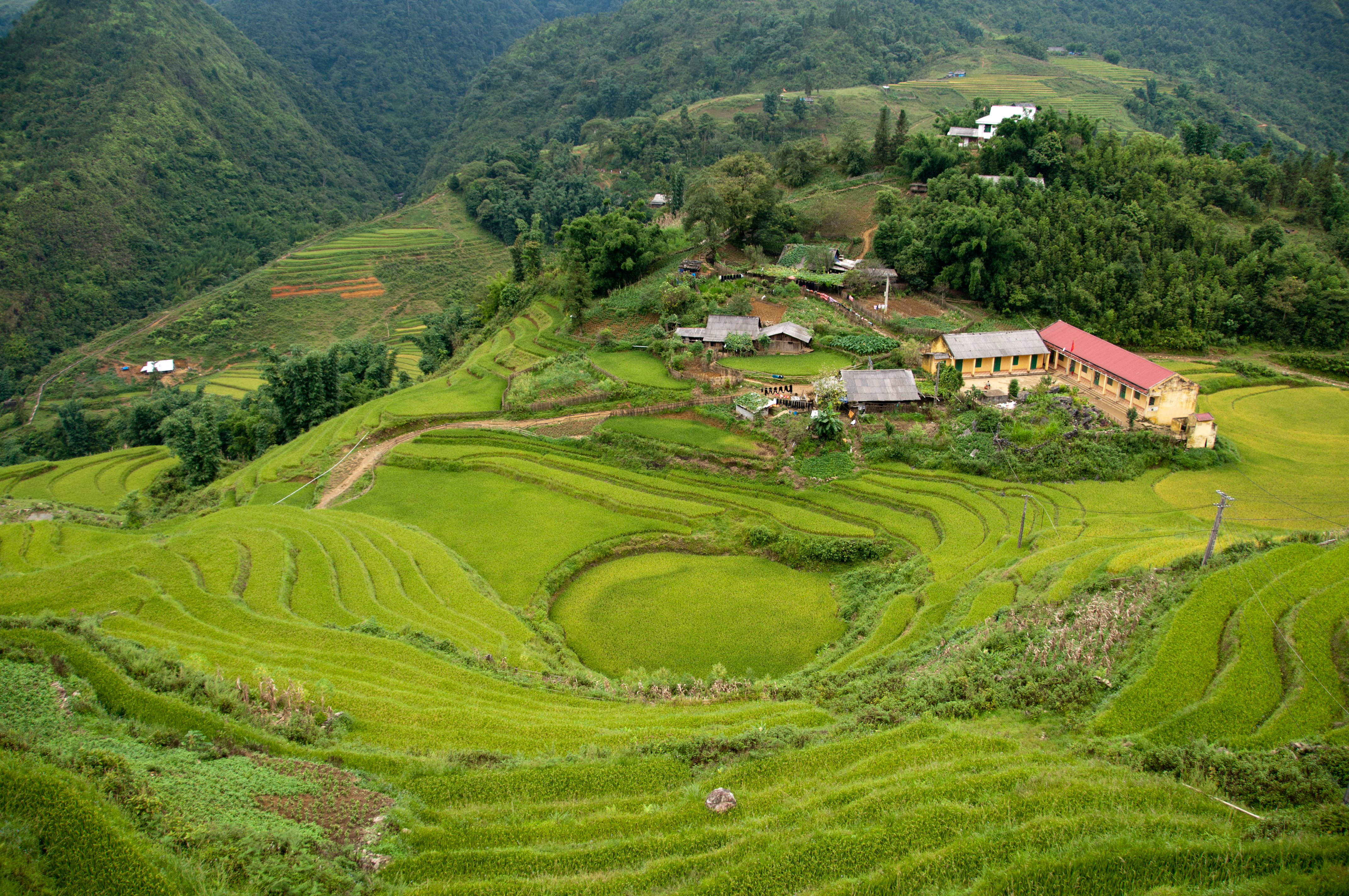
Ruộng bậc thang tại Sa Pa, Lào Cai, Việt Nam
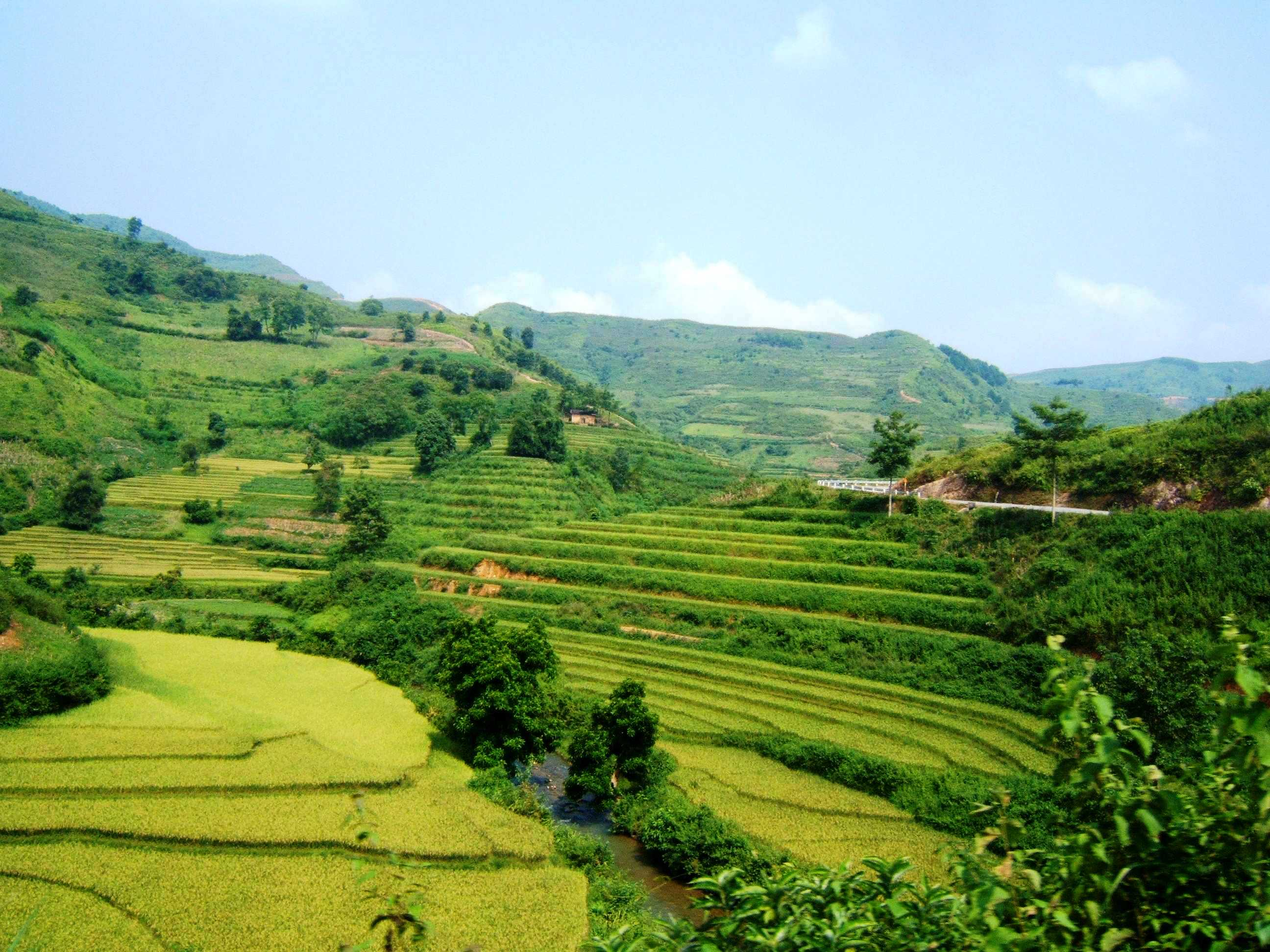
Mùa thu về, lúa chín trên ruộng bậc thang Yên Minh, Hà Giang, Việt Nam.
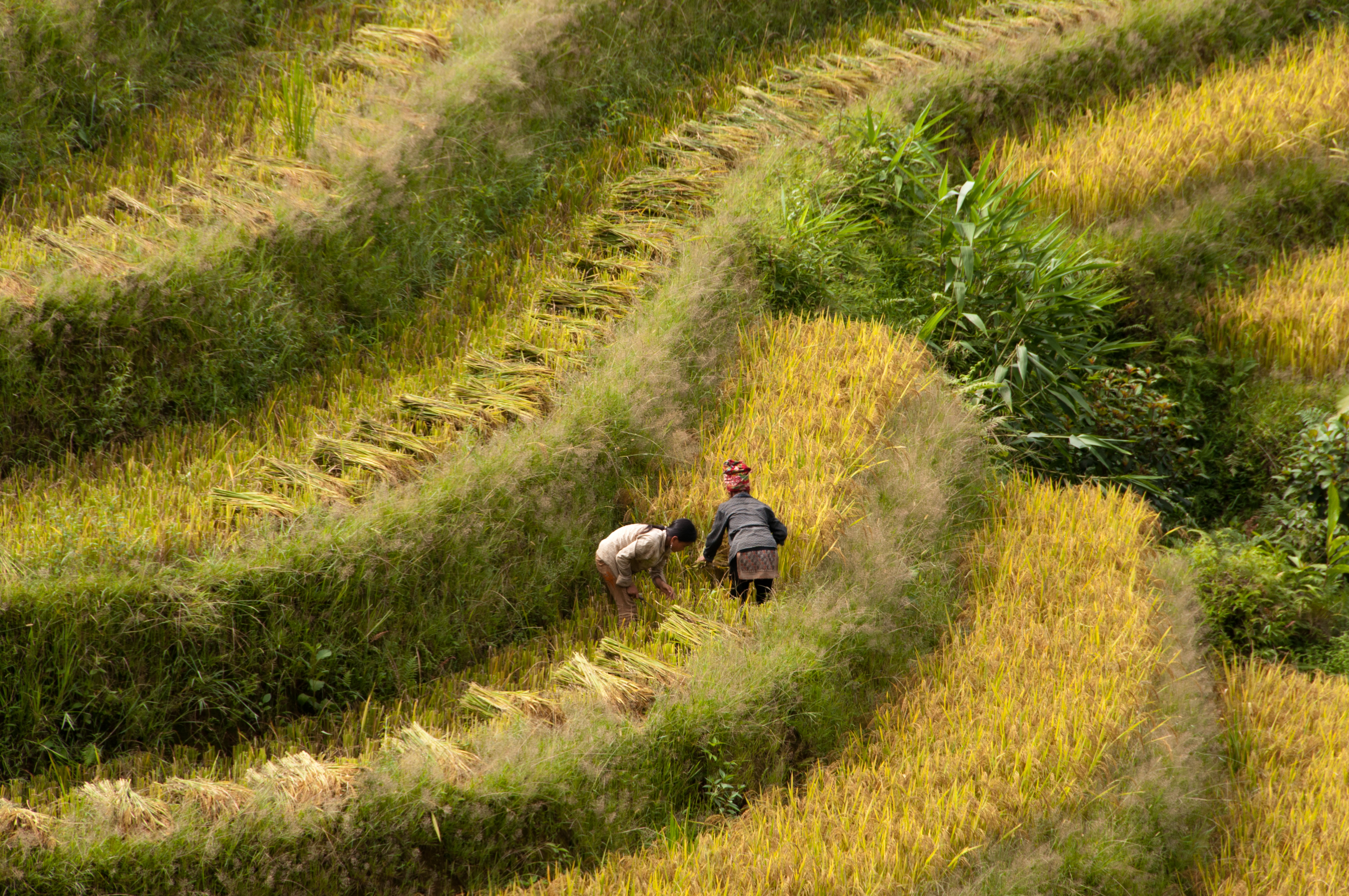
gặt lúa tại ruộng bậc thang Sa Pa
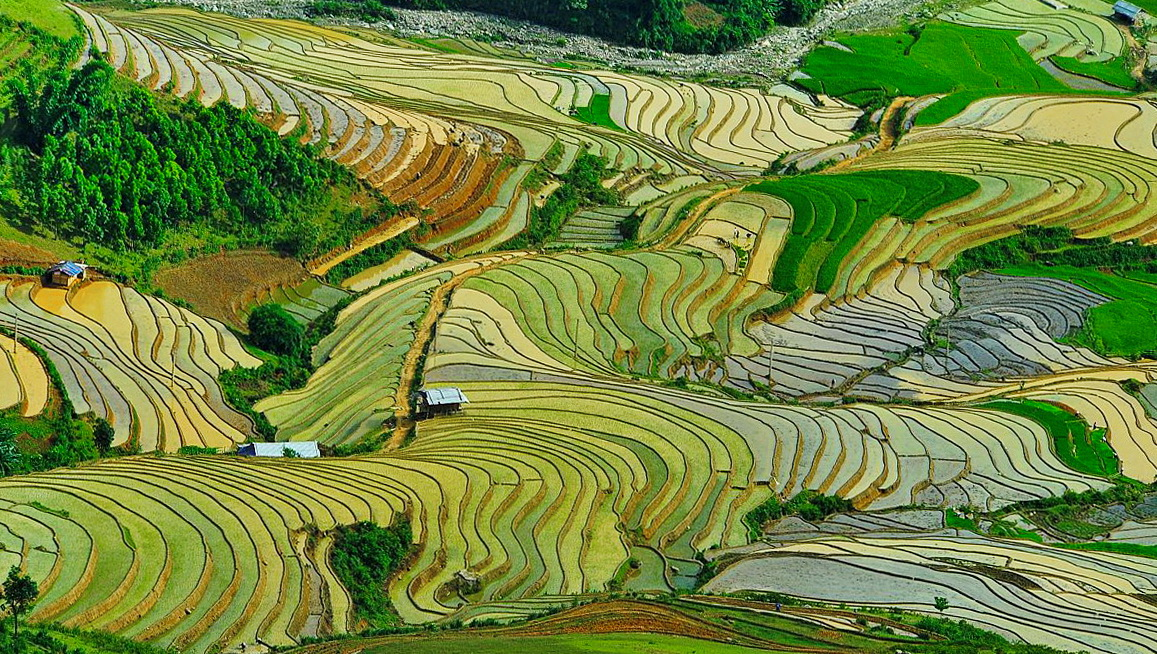
Bên Đèo Khau Phạ, giữa Cao Phạ và Púng Luông, mùa nước đổ
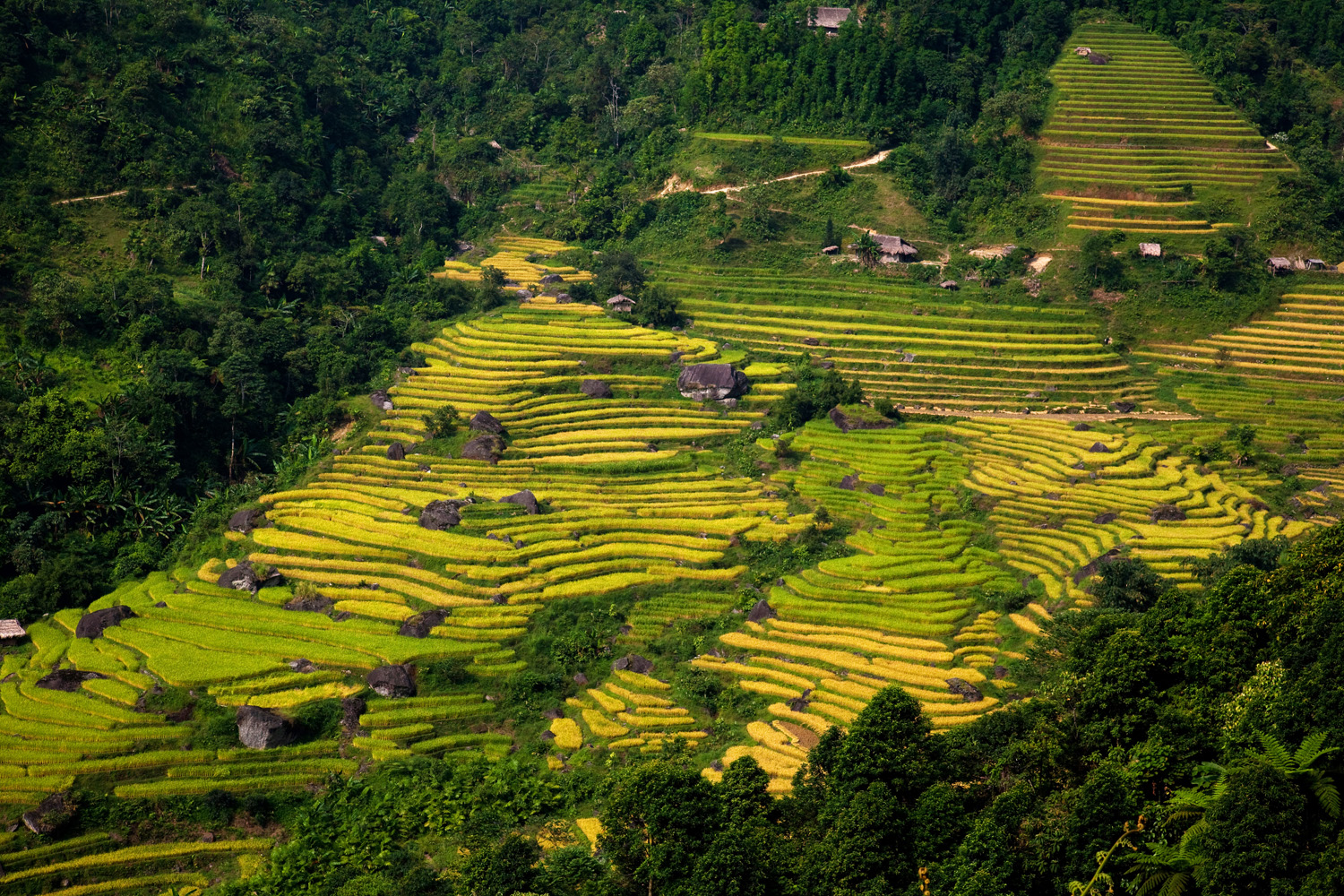
Ruộng bậc thang tại tây bắc Việt Nam
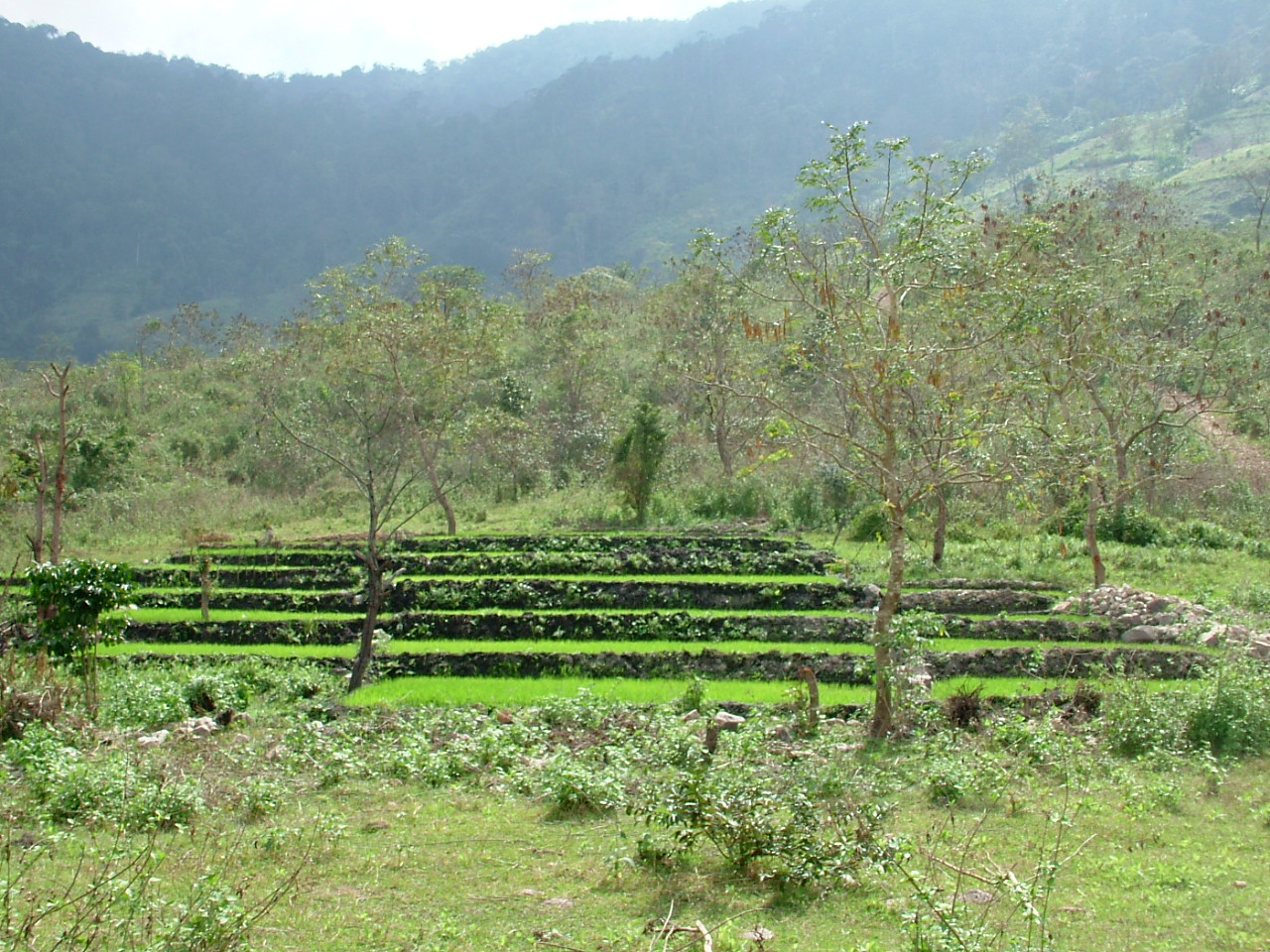
Ruộng bậc thang ở M'Drắk, Đắk Lắk.
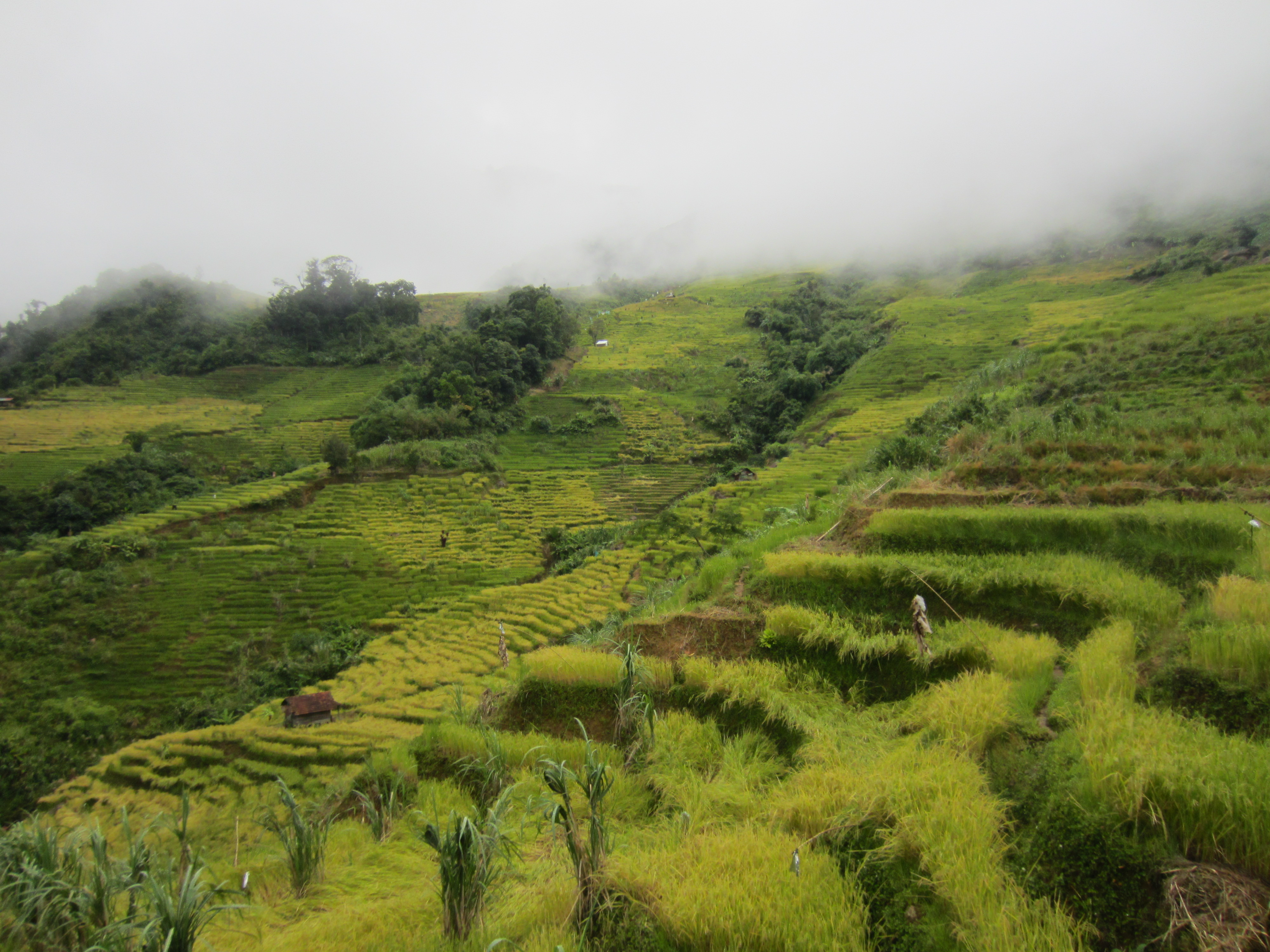
Ruộng bậc thang ở Ngọc Linh, Quảng Nam, Việt Nam